# Франк Ренніке
Франк Ренніке — (нім. Frank Rennicke нар. 18 грудня 1964) — німецький співак-бард.

## Погляди
Член Націонал-демократичної партії, був також членом «Вікінг-югенду» аж до заборони організації в 1994 році. Підписував петиції на захист ревізіоніста Голокосту Ернста Цюнделя. Засновник і член «Союзу за реабілітацію жертв переслідування за заперечення Голокосту» (нім. Verein zur Rehabilitierung der wegen Bestreitens des Holocaust Verfolgten), куди також входить Ернст Цюндель, Гермар Рудольф, Манфред Редер, Вільгельм Штагліх, Робер Форіссон та інші видатні діячі украй правого крила та ревізіоністи Голокосту, в тому числі вдова генерал-майора Отто-Ернста Ремера, що керував в 1944 р. придушенням антигітлерівської змови.
У листопаді 2000 р. засуджений умовно до 10 місяців ув'язнення за «підбурювання» судом магістрату Беблінген. Після оскарження Штутгартський суд збільшив термін до 17 місяців, однак залишив його умовним.
У 2009 р. Націонал-демократична партія Німеччини і Німецький народний союз висунули його на посаду Президента Німеччини, однак Ренніке отримав лише 4 голоси з 1224 (тільки від цих партій).

## Особисте життя
Одружений, є батьком шістьох дітей.

## Пісні
Ренніке співає і грає на гітарі. Основний стиль Political Folk та Protest Songs.
Попри те, що на його стиль значною мірою вплинули традиції лівих «лідермахерів», займає крайні праві позиції, у своїх піснях героїзує подвиги вермахту і поведінку націонал-соціалістичних захисників Німеччини в 1945 році, заперечує сучасні кордони Німеччини. Часто виступає на демонстраціях скінхедів і націоналістів. Деякі пісні Федеральним департаментом з контролю за творами визнані такими, що завдають шкоду молоді (de: Bundesprüfstelle für jugendgefährdende Medien|Bundesprüfstelle für jugendgefährdende Medien).
Франка Ренніке звинуватили, в першу чергу, за його «Пісню про вигнаних з батьківщини», в якій мова йшла про долю східних і судетських німців, вигнаних після Другої світової війни з батьківщини.
Над трупом малюка мати гірко сидить;

Він, як і багато інших, був голодом убитий.

З тих, хто в поспіху залишав рідний поріг,

Хто бачив лихо на узбіччях доріг?''

В пісні є й такі рядки щодо чужоземців:
Ніби вимер мій рідний народ,

Творить, що хоче,

чужоземний набрід,

І стрясають наші небеса

Гортанні, чужі голоса.

За цю пісню Франк Ренніке був засуджений до 17 місяців в'язниці умовно, його дружина Ута, яка брала участь у поширенні його творчості, отримала п'ять місяців умовно. До того ж суд конфіскував численні компакт-диски і касети Ренніке і 36 000 євро, отриманих від їх продажу.